# Supercoppa italiana 2024 (pallamano maschile)
La Supercoppa italiana 2023 è stata la 18ª edizione della Supercoppa italiana di pallamano e si è svolta il 31 agosto 2024 al Fischzucht di Bressanone. Essa è organizzata dalla FIGH, la federazione italiana di pallamano.
A vincere la competizione è stato il Brixen, per la prima volta nella sua storia, che ha sconfitto la Junior Fasano per 39-32.

## Formula
Dopo che per l'edizione del 2023 era stata disputata con la formula della final four, dall'edizione 2024 si ritorna alla finale in gara secca.

## Partecipanti
| Squadre       | Qualificazione               | Partecipazioni precedenti (il grassetto indica la vittoria) |
| ------------- | ---------------------------- | ----------------------------------------------------------- |
| Junior Fasano | Vincitore del campionato     | 6 (2008, 2012, 2014, 2016, 2017, 2023)                      |
| Brixen        | Vincitore della Coppa Italia | 1 (2023)                                                    |

## Tabellino
| Arbitri: | Carlo Dionisi Stefano Maccarone (L'Aquila) |

|                                                                         |           |                                                                                            |
| Pugliese 8 Cantore 7 Cunha 6 Boggia 4 Beorlegui 3 Notarangelo 2 Rivan 2 | Marcatori | De Oliveira 15 Iballi A. 5 Arcieri 4 Iballi E. 4 Bašić 3 Della Vecchia 3 Azzolin 1 Sozio 1 |